# Mavinakere, Turuvekere
Mavinakere là một làng thuộc tehsil Turuvekere, huyện Tumkur, bang Karnataka, Ấn Độ.